# Apple iCar
Apple iCar (або Apple electric car project, кодова назва «Titan»,) — проєкт електромобіля, що нібито розробляється в компанії Apple Inc. За чутками, значна кількість працівників Apple залучена до проєкту.
За чутками, проєкт мав бути затверджений Apple CEO Тімом Куком у кінці 2014 року і підписаний віце-президентом Стівом Задеським, колишнім інженером Ford і керівником технічної частини цього проєкту. Для проєкту Apple, за чутками, найняла Йоганна Юнгвірта (Johann Jungwirth) колишнього президента і виконавчого директора відділення Mercedes-Benz з досліджень і розвитку у Північній Америці, також був найнятий як мінімум один інженер, що спеціалізується на трансмісії. На сьогоднішній день (вересень 2015) Apple дає мало інформації щодо свого майбутнього проєкту.
Генеральний директор Apple Стів Джобс мав плани спроєктувати і побудувати автомобіль, за словами члена ради директорів компанії Apple і J.Crew Міккі Дрекслера, який сказав, що дискусії з приводу концепції ICar спливли під час, коли Tesla Motors презентували свій перший автомобіль.
Звіти показують, що Apple пропонує співробітникам Tesla Motors приєднатися до неї. The Wall Street Journal повідомляє, що продукт скоріше буде нагадувати  мінівен, ніж автомобіль, і The Sydney Morning Herald повідомляє, що виробництво може розпочатися у 2020 році.
У травні 2015, інвестор Apple Карл Айкан заявив, що Apple увійде на автомобільний ринок у 2020 році з унікальним автомобілем, «ультимативним рухомим пристроєм».
У серпні 2015, Guardian повідомили, що Apple проводили зустрічі з представниками GoMentum Station, що проводять випробування транспортної техніки на колишній Станції морського озброєння у Конкорді.
У вересні 2015 були повідомлення, що Apple зустрічалася з експертами з безпілотних автомобілів з Каліфорнійського департаменту автомобільних транспортних засобів.
У травні 2016 року з'явилися повідомлення, яке вказує, що Apple була зацікавлена в зарядних станціях для електричних автомобілів.
У вересні 2021 року Apple повідомили, що ведеться розробка та виробництво електромобілів під своїм брендом заплановано на 2024 році. Однак більше десяти автомобільних інженерів, які працювали на керівних посадах в Apple, покинули компанію.